# Дебики, Элизабет
Эли́забет Деби́ки (англ. Elizabeth Debicki; род. 24 августа 1990, Париж) — австралийская актриса. Обладательница премий «Золотой глобус» и «Выбор критиков», номинантка на премию «Эмми» и четырёхкратная номинантка на премию Гильдии киноактеров Америки. Наиболее известна по исполнению роли Дианы, принцессы Уэльской в драматическом сериале Netflix «Корона».

## Биография
Дебики родилась в Париже. Её отец поляк, а мать — австралийка ирландского происхождения, они оба были танцорами. Когда дочери было 5 лет, семья переехала в Мельбурн, где Дебики росла с двумя младшими детьми. Элизабет заинтересовал балет, и она готовилась стать танцовщицей, но позже переключилась на театр (во многом карьере балерины помешал её высокий рост). В августе 2009 года получила стипендию имени Пратта за успехи на втором году обучения в университете. В декабре 2012 года приняла участие в фотосессии журнала Vogue Австралия.
Дебют в кино состоялся в фильме Стефан Эллиотта «Свадебный разгром», премьера которого состоялась в 2011 году. Увидев Дебики в ролике, режиссёр Баз Лурман пригласил её на пробы в Лос-Анджелес. В мае 2011 года Лурман сообщил, что Элизабет будет играть роль Джордан Бейкер (англ. Jordan Baker) в фильме «Великий Гэтсби». В картине принимали участие многие знаменитые актёры: Леонардо Ди Каприо, Кэри Маллиган, Тоби Магуайр, Джоэл Эдгертон, Айла Фишер и др. В 2013 году исполнила роль в пьесе Жана Жене «Служанки».
Обладательница наград и номинаций ряда престижных конкурсов, неоднократный лауреат Премия Австралийской академии кинематографа и телевидения (AACTA). В 2018 году получила приз Trophée Chopard «Открытие года» на Каннском кинофестивале.
Рост актрисы около 1,90 м.
Дебики сыграла роль Дианы, принцессы Уэльской в двух заключительных сезонах драматического сериала Netflix «Корона», сменив Эмму Коррин.

## Фильмография
| Год       |     | Русское название               | Оригинальное название                       | Роль                                |
| --------- | --- | ------------------------------ | ------------------------------------------- | ----------------------------------- |
| 2011      | ф   | Свадебный разгром              | A Few Best Men                              | Морин                               |
| 2013      | ф   | Великий Гэтсби                 | The Great Gatsby                            | Джордан Бейкер                      |
| 2013      | кор | Гёдель. Неполнота              | Godel, Incomplete                           | Серита                              |
| 2014      | с   | Раздолбай                      | Rake                                        | Мисси                               |
| 2015      | ф   | Агенты А.Н.К.Л.                | The Man from U.N.C.L.E.                     | Виктория Винчигуэрра                |
| 2015      | ф   | Макбет                         | Macbeth                                     | леди Макдуф                         |
| 2015      | ф   | Эверест                        | Everest                                     | доктор Кэролайн Маккензи            |
| 2016      | с   | Ночной администратор           | The Night Manager                           | Джед                                |
| 2016      | с   | Случай в Кеттеринге            | The Kettering Incident                      | доктор Анна Мэйси                   |
| 2017      | ф   | Стражи Галактики. Часть 2      | Guardians of the Galaxy Vol. 2              | Аиша                                |
| 2017      | ф   | Валериан и город тысячи планет | Valerian and the City of a Thousand Planets | Хабан Лимай                         |
| 2017      | ф   | Дыхание                        | Breath                                      | Ева                                 |
| 2018      | тф  | Рассказ                        | The Tale                                    | Джейн Грамерси                      |
| 2018      | ф   | Кролик Питер                   | Peter Rabbit                                | Мопси                               |
| 2018      | ф   | Парадокс Кловерфилда           | The Cloverfield Paradox                     | Мина Дженсен                        |
| 2018      | ф   | Вдовы                          | Widows                                      | Элис Ганнер                         |
| 2018      | ф   | Вита и Вирджиния               | Vita and Virginia                           | Вирджиния Вулф                      |
| 2019      | ф   | Искусство ограбления           | The Burnt Orange Heresy                     | Беренис Холлис                      |
| 2020      | ф   | Довод                          | Tenet                                       | Кэт Сатор                           |
| 2021      | ф   | Кролик Питер 2                 | Peter Rabbit 2: The Runaway                 | Мопси                               |
| 2022—2023 | с   | Корона                         | The Crown                                   | Диана, принцесса Уэльская           |
| 2023      | ф   | Стражи Галактики. Часть 3      | Guardians of the Galaxy Vol. 3              | правительница расы суверенов / Аиша |
| 2024      | ф   | Максин XXX                     | MaXXXine                                    | режиссёр Элизабет Бендер            |

## Награды и номинации
| Год  | Фильм или сериал     | Награда                                      | Категория                                             | Результат       |
| ---- | -------------------- | -------------------------------------------- | ----------------------------------------------------- | --------------- |
| 2014 | Великий Гэтсби       | Австралийская академия кино и телевидения    | Лучшая женская роль второго плана                     | Победа          |
| 2014 | Великий Гэтсби       | Кинопремия журнала Empire                    | Лучший женский дебют                                  | Номинация       |
| 2014 | Великий Гэтсби       | Австралийская ассоциация кинокритиков        | Лучшая актриса второго плана                          | Номинация       |
| 2014 | Великий Гэтсби       | Круг кинокритиков Австралии                  | Лучшая актриса второго плана                          | Номинация       |
| 2014 | Служанки             | Helpmann Awards                              | Лучшая женская роль второго плана в пьесе             | Номинация       |
| 2014 | Служанки             | Sydney Theatre Awards                        | Лучший дебют                                          | Победа          |
| 2016 | Ночной администратор | Выбор телевизионных критиков                 | Лучшая актриса второго плана в фильме/мини-сериале    | Номинация       |
| 2016 | Случай в Кеттеринге  | Австралийская академия кино и телевидения    | Лучшая женская роль в телевизионной драме             | Победа          |
| 2017 | Случай в Кеттеринге  | Logie Awards                                 | Самая выдающаяся актриса                              | Номинация       |
| 2018 |                      | Каннский кинофестиваль                       | Trophée Chopard                                       | Победа          |
| 2018 | Дыхание              | Австралийская академия кино и телевидения    | Лучшая женская роль второго плана                     | Номинация       |
| 2018 | Рассказ              | Ассоциация онлайн-кино и телевидения         | Лучшая актриса второго плана в кинофильме или сериале | Номинация       |
| 2018 | Вдовы                | Ассоциация кинокритиков Чикаго               | Лучшая актриса второго плана                          | Номинация       |
| 2018 | Вдовы                | Ассоциация кинокритиков Колумбуса            | Лучшая актриса второго плана                          | Номинация       |
| 2018 | Вдовы                | Гавайское общество кинокритиков              | Лучшая актриса второго плана                          | Победа          |
| 2018 | Вдовы                | Опрос критиков IndieWire                     | Лучшая актриса второго плана                          | Четвёртое место |
| 2018 | Вдовы                | Dorian Awards                                | Фильм года второго плана — Актриса                    | Номинация       |
| 2018 | Вдовы                | Премия Лондонского кружка кинокритиков       | Лучшая актриса второго плана                          | Номинация       |
| 2018 | Вдовы                | Ассоциация кинокритиков Лос-Анджелеса        | Лучшая актриса второго плана                          | Второе место    |
| 2018 | Вдовы                | Ассоциация онлайн-кинокритиков Лос-Анджелеса | Лучшая актриса второго плана                          | Номинация       |
| 2018 | Вдовы                | Национальное общество кинокритиков США       | Лучшая актриса второго плана                          | Второе место    |
| 2018 | Вдовы                | Ассоциация кинокритиков Северной Каролины    | Лучшая актриса второго плана                          | Номинация       |
| 2018 | Вдовы                | Online Film Critics Society                  | Лучшая актриса второго плана                          | Номинация       |
| 2018 | Вдовы                | Ассоциация кинокритиков Северного Техаса     | Лучшая актриса второго плана                          | Второе место    |
| 2018 | Вдовы                | Utah Film Awards                             | Лучшая актриса второго плана                          | Второе место    |
| 2018 | Вдовы                | Seattle Film Critics Society                 | Лучшая актриса второго плана                          | Номинация       |
| 2019 | Вдовы                | Talk Film Society                            | Лучшая актриса второго плана                          | Номинация       |
| 2019 | Вдовы                | Chicago Indie Critics                        | Лучшая актриса второго плана                          | Номинация       |
| 2019 | Вдовы                | Chicago Indie Critics                        | Лучший актёрский состав                               | Номинация       |